# Podsavezna nogometna liga Doboj 1960./61.
Podsavezna nogometna liga Doboj, također i kao "Dobojska podsavezna liga" je bila liga četvrtog stupnja nogometnog prvenstva Jugoslavije u sezoni 1960./61. 
 Sudjelovalo je 9 klubova, a prvak je bio "Proleter" iz Teslića. 

## Ljestvica
| mj. | klub                | ut. | pob. | ner. | por. | gol+ | gol- | bod |
| --- | ------------------- | --- | ---- | ---- | ---- | ---- | ---- | --- |
| 1.  | Proleter Teslić     | 16  | 13   | 0    | 3    | 58   | 16   | 26  |
| 2.  | Trudbenik Doboj     | 16  | 12   | 2    | 2    | 46   | 19   | 26  |
| 3.  | Radnički Maglaj     | 16  | 11   | 2    | 3    | 56   | 23   | 24  |
| 4.  | Kožarac Derventa    | 16  | 8    | 2    | 6    | 41   | 33   | 16  |
| 5.  | Zadrugar Tarevci    | 16  | 7    | 2    | 7    | 36   | 38   | 16  |
| 6.  | Željezničar Doboj   | 16  | 6    | 1    | 9    | 34   | 43   | 13  |
| 7.  | Borac Jelah         | 16  | 5    | 2    | 9    | 31   | 42   | 12  |
| 8.  | Jedinstvo Novi Grad | 16  | 4    | 1    | 11   | 27   | 68   | 9   |
| 9.  | Borac Kotorsko      | 16  | 0    | 0    | 16   | 8    | 55   | 0   |

## Rezultatska križaljka
| kratica | klub                | BORJ | BORK | JED | KOŽ | PRO | RAD | TRU | ZAD | ŽELJ |
| --- | ------------------- | ---- | ---- | --- | --- | --- | --- | --- | --- | ---- |
| BORJ | Borac Jelah         |      |      |     |     |     |     |     |     |      |
| BORK | Borac Kotorsko      |      |      |     |     |     |     |     |     |      |
| JED | Jedinstvo Novi Grad |      |      |     |     |     |     |     |     |      |
| KOŽ | Kožarac Derventa    |      |      |     |     |     |     |     |     |      |
| PRO | Proleter Teslić     |      |      |     |     |     |     |     |     |      |
| RAD | Radnički Maglaj     |      |      |     |     |     |     |     |     |      |
| TRU | Trudbenik Doboj     |      |      |     |     |     |     |     |     |      |
| ZAD | Zadrugar Tarevci    |      |      |     |     |     |     |     |     |      |
| ŽELJ | Željezničar Doboj   |      |      |     |     |     |     |     |     |      |
| |                     |      |      |     |     |     |     |     |     |      |
| podebljan rezultat - utakmice od 1. do 9. kola (1. utakmica između klubova) rezultat normalne debljine - utakmice od 10. do 18. kola (2. utakmica između klubova) rezultat nakošen - nije vidljiv redoslijed odigravanja međusobnih utakmica iz dostupnih izvora rezultat nakošen i smanjen * - iz dostupnih izvora nije uočljiv domaćin susreta prekrižen rezultat - poništena ili brisana utakmica p - utakmica prekinuta 3:0 p.f. / 0:3 p.f. - rezultat 3:0 bez borbe n.i. - nije igrano |                     |      |      |     |     |     |     |     |     |      |

 Izvori: 